# Adrian von Borsselen
Adrian von Borsselen (* wohl 1417; † 6. Juni 1468) aus dem Haus Borsselen war Herr von Brigdamme, Zoutelande und Sint Laurens. Er war der Sohn von Jakob von Borsselen (X 1426) und Anne de Hénin.
Adrian von Borsselen war Bailli von Mons, burgundischer Rat und Kämmerer. 1445 wurde er – gemeinsam mit seinen Verwandten Heinrich II. von Borsselen und Frank II. von Borsselen – in den Orden vom Goldenen Vlies aufgenommen.
Seine erste Ehe schloss er mit 34 Jahren: der Dispens stammt vom 7. Juli 1450, der Ehevertrag vom 1. Januar 1451. Seine Ehefrau wurde Johanna von Cats, Tochter von Johann von Cats, Herr von Simonskerke, und Maria von Borsselen, Frau von Souburg; die Ehe blieb kinderlos. Johanna von Cats starb 1457: sie testierte noch am 28. Juni 1457, war aber am 5. Dezember bereits (längere Zeit) verstorben, da Adrian von Borsselen an diesem Tag in Le Quesnoy einen zweiten Ehevertrag schloss. Seine neue Ehefrau war Anna Bastardin von Burgund, eine uneheliche Tochter von Herzog Philipp dem Guten und Jacqueline von Steenberghe. Aus dieser Ehe hatte Adrian von Borsselen drei Kinder: Anna, Agnes und Cornelius, die aber alle als kleine Kinder starben.
Adrian von Borsselen starb am 6. Juni 1468 und wurde in Souburg bestattet. Seine Witwe heiratete zwei Jahre später, am 21. Juni 1470 Adolf von Kleve, Herr zu Ravenstein, ebenfalls (seit 1456) ein Ritter des Ordens vom Goldenen Vlies als einer der einflussreichsten und angesehensten Mitglieder des burgundischen Hofs.